# La Mà trencada
La Mà trencada fue una revista quincenal catalana creada, dirigida y editada por Joan Merli. Su primer número apareció el 6 de noviembre de 1924 y se siguieron publicando números hasta el 31 de enero de 1925, resultando un total de seis números. Con respecto al formato de la revista, tenía un tamaño de 270 x 210 mm y se imprimió en la imprenta Omega, situada en la calle Ancha 53 de Barcelona. Cada número estaba formado por veinte páginas con dos columnas y su precio era de una peseta. Su presentación era muy buena, con numerosas imágenes dedicadas a artistas catalanes modernos.

## Temática y colaboradores
La temática de la revista era la poesía y la literatura de los escritores catalanes de la época con orientaciones modernas y por este motivo la revista consistía en alguna biografía de los autores y sus trabajos, tanto literarios como plásticos.
La Mà trencada se puede incluir dentro de un conjunto de diferentes revistas y publicaciones de arte que también fueron dirigidas por Joan Merlí. Entre estas obras se encuentran las revistas Quatre Coses, Les Arts Catalanes y Art.
En la revista se publicaron trabajos literarios de los autores Joan Creixells, J.M. Picó, Carles Soldevila, Agustí Esclasans, Carles Riba,  Josep M. De Sagarra y Joan Salvat-Papasseït. Este último acababa de morir cuando se empezó a producir la revista. También contaba con fotografías de las esculturas de Enric Casanovas y la portada del último número reproducía un dibujo de Pablo Ruiz Picasso, de quien había más dibujos en el interior.